# Shenphen Nangwa
| Tibetische Bezeichnung                     |
| ------------------------------------------ |
| Tibetische Schrift: གཞན་ཕན་སྣང་བ་           |
| Wylie-Transliteration: gzhan phan snang ba |

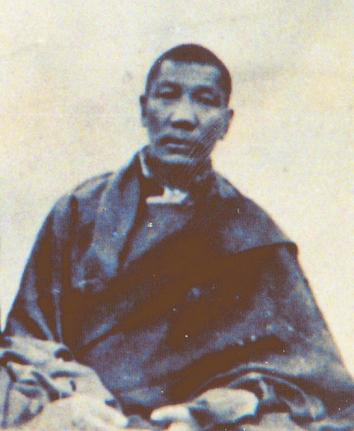
Shenphen Nangwa

 Shenphen Nangwa  (tib.  gzhan phan snang ba ; geb. 1871; gest. 1927) oder Khenpo Shenga (mkhan po gzhan dga’ ) war ein prominenter Gelehrter der Nyingma- und Sakya-Traditionen des tibetischen Buddhismus. Er war ein Schüler von Patrul Rinpoche.
Er war der Autor berühmter Kommentare zu den Dreizehn klassischen indischen buddhistischen Texten (gzhung chen bcu gsum), der  Dreizehn Großen Kommentare , die einen festen Bestandteil des Shedra-Curriculums der Nyingma-, Kagyü- und Sakya-Schulen bilden.
Eine seiner Wirkungsstätten war das monastische Kolleg Shri Singha des Dzogchen-Klosters.